# Groote Bottel (buurtschap)
Groote Bottel is een voormalige buurtschap  in de gemeente Deurne, in de Nederlandse provincie Noord-Brabant. 
De buurtschap Groote Bottel lag aan een geïsoleerde dekzandrug ten zuidwesten van het dorp Deurne. In de middeleeuwen lag hier een domaniale hoeve van de Abdij van Echternach, vermoedelijk horend onder de domaniale hof Ten Velde te Deurne. In de dertiende eeuw schonk keizerin Maria van Brabant deze hoeve aan de Abdij van Binderen te Helmond.
Archeologisch onderzoek heeft aangetoond dat op een dekzandrug in de Steentijd, de IJzertijd, de Romeinse tijd, de vroege middeleeuwen en de volle middeleeuwen sprake was van bewoning. In de late middeleeuwen verplaatste de bewoning zich in oostelijke richting naar de lage flank van de dekzandrug. Deze rug werd vervolgens omgevormd tot akker, de Groot-Bottelse akker.
De buurtschap werd omstreeks 2006 voor een belangrijk deel afgebroken ten behoeve van het bedrijventerrein Binderen-Zuid. Eén boerderij werd al eerder beschermd als rijksmonument en is gespaard binnen het naastgelegen bedrijventerrein Grote Bottel.
Dorpen: Deurne · Helenaveen · Liessel · Neerkant · Vlierden · Walsberg

Buurtschappen: Baarschot · Belgeren · Bleijs · Breemortel · Groote Bottel · Kleine Bottel · Groot Bruggen · Klein Bruggen · Derp · Donschot · Haageind · Halte · Hanenberg · Heieind · Heimolen · Heitrak · Kerkeind · Kranenmortel · Kulert · Leensel · Luttel Meijel · Merlenberg · Molenhof · Pannenschop · Ruth · Schans · Schelm · Sloot · Veldheuvel · Vloeieind · De Voorstad · Voorste Beerdonk · Voort · Vreekwijk

Noord-Brabant: Steden en dorpen      Nederland: Provincies · Gemeenten